# Axamb
L’axamb (ou ahamb) est une langue océanienne parlée par 750 locuteurs dans le sud de Malekula, au Vanuatu.